# سیمت
سیمت، روستایی است از توابع بخش مرکزی شهرستان سوادکوه در استان مازندران ایران.

## جمعیت
این روستا در دهستان راستوپی قرار دارد و براساس سرشماری مرکز آمار ایران در سال ۱۳۸۵، جمعیت آن ۱۸۹ نفر (۶۰خانوار) بوده‌است. مردم سمیت به گویش سوادکوهی که گویشی از زبان مازندرانی است صحبت می‌کنند.